# Arco branquial
Os arcos branquiais são uma série de estruturas  ósseas circulares  presentes nos peixes, que suportam as guelras. Relacionados com a evolução, todos os embriões de animais vertebrados desenvolvem arcos faríngeos, embora o destino final deles varie de taxa para taxa.  Nos gnastomos, o primeiro arco desenvolve-se em mandíbulas ; o segundo, no complexo hiomandibular, com os arcos posteriores a segurarem as guelras.  Nos anfíbios e nos répteis, muitos desses elementos são perdidos, inclusive as guelras, resultando só nas mandíbulas orais e no aparato hioide. Nos mamíferos e nos pássaros, o hioide está ainda mais simplificado.

## Componentes
O arranjo primitivo é composto por 6 arcos, cada um constituído por pares iguais de elementos (direitos e esquerdos), ordenados de dorsal para ventral: faringobraquial, epibraquial, ceratobraquial, hipobraquial, and basibraquial.  Os faringobraquiais articulam com o neurocrânio, enquanto que os basibranquiais esquerdo e direito unem-se entre si (frequentemente fundindo-se num só osso).  Quando fazem parte do sistema hioide, os nomes dos ossos são modificados substituindo "braquial" por "hioide" , mudando "ceratobraquial" para "cerato-hioide".